# Mauro Ferroni
Mauro Ferroni (Roma, 10 dicembre 1955) è un ex calciatore italiano, di ruolo difensore.

## Biografia
Anche suo fratello minore Armando ha militato a lungo in Serie A.

## Caratteristiche tecniche
Agiva indifferentemente come terzino destro e sinistro.

## Carriera
Cresciuto nell'OMI Roma, nel 1974 fece il suo debutto nel calcio professionistico con la Lucchese, squadra allora militante in Serie C.
L'anno successivo passò alla Sampdoria e debuttò in Serie A. Nei primi due dei suoi otto campionati con la squadra genovese fu impiegato prettamente da rincalzo; negli anni seguenti, dopo la retrocessione dei blucerchiati in Serie B, venne però promosso titolare financo a diventare capitano della squadra, e conquistando la promozione in massima serie nell'annata 1981-1982.
Nel 1983 fu poi acquistato dal Verona, con cui vinse lo scudetto nella stagione 1984-1985. Ferroni rimase nella squadra scaligera fino al 1988, anno in cui si ritirò dall'attività agonistica a causa di un grave infortunio.
In carriera ha totalizzato complessivamente 154 presenze in Serie A, andando a segno in una sola occasione (realizzando la rete con cui la Sampdoria sconfisse la Juventus a Marassi nella prima giornata del campionato 1982-1983), e 185 presenze e 2 reti in Serie B.

## Palmarès
- Campionato italiano: 1

Verona: 1984-1985